# Dolmen Placa

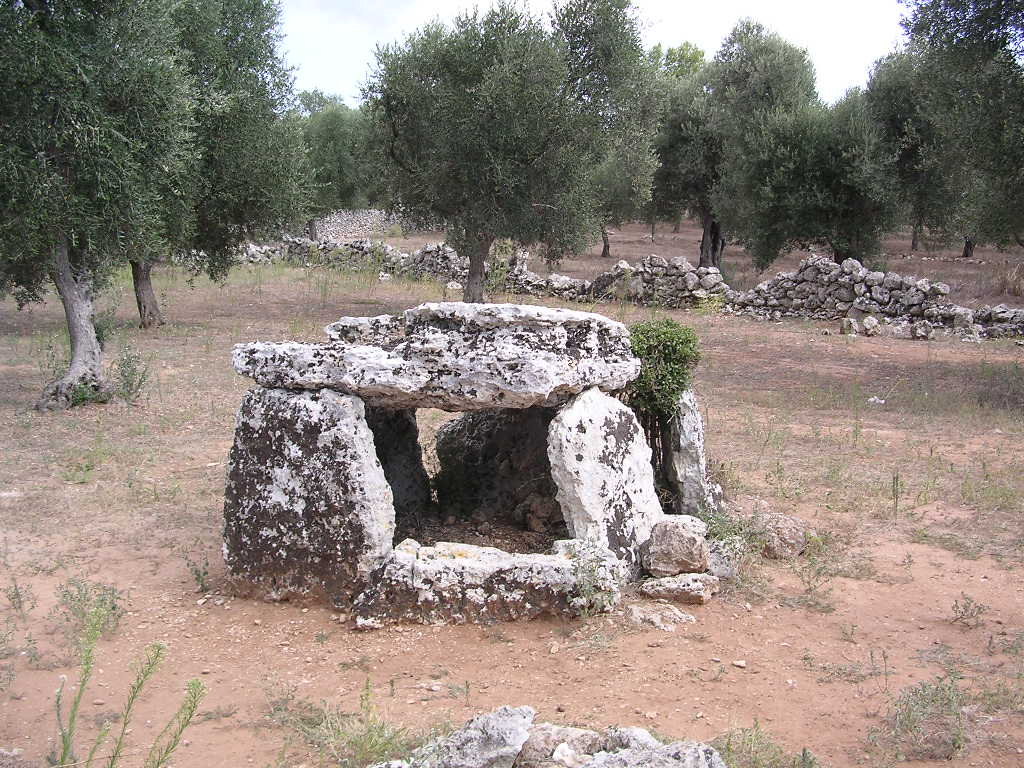
Dolmen Placa

Der Dolmen Placa (auch Lo Zappa genannt) liegt in einem Olivenhain im Ortsteil Lo Zappa in Melendugno in der Provinz Lecce in Apulien in Italien.

## Beschreibung
Die Megalithen des kleinen Dolmens  sind aus lokalen Tuffsteinblöcken. Die etwa viereckige Deckenplatte mit unregelmäßigen Seiten hat ein Loch von etwa 14 cm Durchmesser an der Außenfläche. Die Platte von  ungleichmäßiger Stärke wird von  sechs  monolithischen Tragsteinen gestützt. An der Westseite fehlt ein Orthostat, dessen Fragmente am Boden liegen. 
Der 1909 von G. Palumbo entdeckte, 0,9 m hohe trapezoide Dolmen ist 1,25 bis 1,96 m breit und 2,15 m lang. Die Deckplatte hat eine Dicke von 0,17 bis 0,4 m. Der Zugang liegt im Nordwesten.